# 珠玑镇
珠玑镇，是中华人民共和国广东省南雄市下辖的一个乡镇级行政单位。位于南雄市区北面。镇政府位于北纬25°11′53″，东经114°21′24″。辖区东邻邓坊镇，南邻湖口镇、雄州街道，西邻全安镇、帽子峰镇，北邻江西省大余县南安镇。总面积222﹒25平方公里。国道323线穿境而过，规划中的韶赣铁路和韶赣高速亦经过该镇。2006年全镇通汽车里程225公里，公路密度89公里/百平方公里，实现了村村通公路。

## 行政区划
珠玑镇下辖以下地区：
珠玑社区、珠玑村、洋湖村、聪辈村、长迳村、新村、古田村、叟里元村、上嵩村、里仁村、塘东村、石塘村、里东村、灵潭村、祗芫村、下坋村、罗田村、南山村、梅关村、梅岭村、泰源村、中站村和角湾村。

## 自然环境
珠玑镇地质属紫色砂页岩，土壤属紫色土和红壤土类。年均气温19度，无霜期298天，年降雨量1592毫米。2006年林地面积11510﹒9公顷，森林覆盖率66﹒5%。耕地面积31818亩，其中水田27330亩、旱地4488亩。

## 文物古迹
珠玑古巷，位于沙水村，是唐宋时期中原氏族南迁驻足发祥之地，广府民系“根”之所在，岭南文化源头之一。历经维修重建，唐宋风貌犹存，为海内外千万南迁后裔寻根问祖、旅游观光胜地。
南雄市竹博园，2003年落户该镇，已引种135个珍稀品种。
大雄禅寺，原多沙水寺，创建于宋代，近年重建更今名。